# برنارد ماکوزا
برنارد ماکوزا (انگلیسی: Bernard Makuza؛ زادهٔ ۳۰ سپتامبر ۱۹۶۱) یک سیاست‌مدار اهل رواندا است.